# Paul Sorensen
Paul Sorensen (* 1. Mai 1926 in Kenosha, Wisconsin, USA; † 17. Juli 2008 in Cardiff-by-the-Sea, Kalifornien, USA) war ein US-amerikanischer Schauspieler.
Er gab 1955 sein Debüt als Schauspieler. Schon bald spielte er Filme an der Seite von Weltstars wie Bud Abbott & Lou Costello, Rock Hudson und Henry Fonda. Nebenbei trat er in zahlreichen TV-Produktionen auf. Eine seiner letzten Rollen spielte er in Dallas als J.R.s Geschäftspartner Andy Bradley. Diesen Part spielte er in unregelmäßigen Abständen von 1979 bis 1986. 
1989 zog sich Paul Sorensen von der Schauspielerei zurück.

## Filmografie (Auswahl)
- 1955: Eisenbahndetektiv Matt Clark (Stories of the Century) (Fernsehserie, 1 Folge)
- 1955–1969: Im wilden Westen (Death Valley Days) (Fernsehserie, 6 Folgen)
- 1955–1959: Rin-Tin-Tin (Fernsehserie, 3 Folgen)
- 1956: Duell im Sattel (The Brass Legend)
- 1956: Fury (Fernsehserie, eine Folge)
- 1956: Tolle Jungs im Einsatz (Dance with Me, Henry)
- 1957: Der Engel mit den blutigen Flügeln (Battle Hymn)
- 1958: Der blonde Köder (The True Story of Lynn Stuart)
- 1960: Black Saddle (Fernsehserie, 1 Folge)
- 1961: Mandelaugen und Lotusblüten (Flower Drum Song)
- 1961: Der Mann mit der stählernen Klaue (The Steel Claw)
- 1961–1963: Die Unbestechlichen (The Untouchables) (Fernsehserie, 3 Folgen)
- 1962: Kid Galahad – Harte Fäuste, heiße Liebe (Kid Galahad)
- 1963: Die Leute von der Shiloh Ranch (The Virginian) (Fernsehserie, 1 Folge)
- 1965–1969: Big Valley (The Big Valley) (Fernsehserie, 11 Folgen)
- 1966: Die Schreckenskammer (Chamber of Horrors)
- 1966–1971: Meine drei Söhne (My Three Sons, Fernsehserie, 5 Folgen)
- 1966: Perry Mason (Fernsehserie, eine Folge)
- 1967;1972: Kobra, übernehmen Sie (Mission: Impossible, Fernsehserie, 2 Folgen)
- 1967: Leitfaden für Seitensprünge (A Guide for the Married Man)
- 1967–1969: Verliebt in eine Hexe (Bewitched, Fernsehserie, 4 Folgen)
- 1968: Hängt ihn höher (Hang ’Em High)
- 1968: Lieber Onkel Bill (Family Affair, Fernsehserie, eine Folge)
- 1968: Liebling, laß das Lügen (Live a Little, Love a Little )
- 1969: Auch ein Sheriff braucht mal Hilfe (Support Your Local Sheriff)
- 1970: High Chaparral (The High Chaparral, Fernsehserie, eine Folge)
- 1970–1974: Mannix (Fernsehserie, 4 Folgen)
- 1972;1973: Cannon (Fernsehserie, 2 Folgen)
- 1972: Die Straßen von San Francisco (The Streets of San Francisco, Fernsehserie, eine Folge)
- 1972: Los Angeles 1937 (Fernsehserie, eine Folge)
- 1972–1974: Rauchende Colts (Gunsmoke, Fernsehserie, 3 Folgen)
- 1973–1974: Die Waltons (The Waltons, Fernsehserie, 2 Folgen)
- 1973: Ein Kamel im Wilden Westen (One Little Indian)
- 1973: Im letzten Moment (The Alpha Caper, Fernsehfilm)
- 1973: Unternehmen Staatsgewalt (Executive Action)
- 1973;1975: Dr. med. Marcus Welby (Marcus Welby, M.D., Fernsehserie, 2 Folgen)
- 1973–1977: Barnaby Jones (Fernsehserie, 5 Folgen)
- 1974: Columbo: Meine Tote – Deine Tote (A Friend in Deed, Fernsehreihe)
- 1974: Fahrstuhl des Schreckens (The Elevator)
- 1974: Notruf California (Emergency!, Fernsehserie, eine Folge)
- 1975: Die Flucht zum Hexenberg (Escape to Witch Mountain)
- 1976: Mary Tyler Moore (The Mary Tyler Moore Show, Fernsehserie, eine Folge)
- 1976: Sherlock Holmes in New York
- 1976: Zotti, das Urviech (The Shaggy D.A.)
- 1977: Ein ausgekochtes Schlitzohr (Smokey and the Bandit)
- 1978: CHiPs (Fernsehserie, eine Folge)
- 1978: Detektiv Rockford – Anruf genügt (The Rockford Files, Fernsehserie, eine Folge)
- 1978: Drei Engel für Charlie (Charlie’s Angels, Fernsehserie, eine Folge)
- 1979: Kaz & Co (Kaz, Fernsehserie, eine Folge)
- 1979;1981: Lou Grant (Fernsehserie, 2 Folgen)
- 1979: Quincy (Quincy, M. E., Fernsehserie, eine Folge)
- 1979: Trapper John, M.D. (Fernsehserie, eine Folge)
- 1979–1986: Dallas (Fernsehserie, 34 Folgen)
- 1980: Mavericks großes Spiel (Young Maverick, Fernsehserie, eine Folge)
- 1981: Der Denver-Clan (Dynasty, Fernsehserie, 2 Folgen)
- 1980–1981: Flamingo Road (Fernsehserie, 4 Folgen)
- 1981: Simon & Simon (Fernsehserie, eine Folge)
- 1981: Vegas (Fernsehserie, eine Folge)
- 1984: Star Trek III: Auf der Suche nach Mr. Spock (Star Trek III: The Search for Spock)
- 1989: Cage Fighter